# 2445 Блажко
2445 Блажко́ (2445 Blazhko) — астероїд головного поясу, відкритий 3 жовтня 1935 року.
Тіссеранів параметр щодо Юпітера — 3,593.